# 本地空洞
本地空洞（英語：Local Void）是位於本星系群旁邊，一個幾乎空無一物的空間。這個空洞是由位於檀香山夏威夷大學的理察·布倫特·塔利和詹姆斯·理察·費希爾在1987年發現，現在已經知道本地空洞被跨越其中的「細微細絲」分隔成三個獨立的空間。空洞確實的範圍尚不清楚，但它至少橫跨4,500萬秒差距（約1.5億光年），甚至可以大到150到300h−1 MPc。值得注意的是，出現在本地空洞內的星系似乎比標準宇宙學模型預期的少很多。

## 位置和尺度
空洞是引力導致宇宙中的物質「聚集在一起」，星系被聚集在星系團中並連結成鏈，而這些多數被缺乏星系的空間分離。
天文學家在之前注意到，銀河系位於被稱為本星系板的一個巨大、扁平的星系佇列，它是本地空洞的邊界。本地空洞從本星系群的邊緣開始，延伸至近乎6,000萬秒差距（2億光年）。據信，從地球到本地空洞的中心至少有2,300萬公年（7,500萬光年）23百萬秒差距（75百萬光年）。
本地空洞的大小是由散佈在它內部孤立的矮星系計算出來的。空洞越大和越空曠，它的引力就越微弱，移動較快的矮星系便會逃離空洞，走向物質集中之處。暗能量被建議做為解釋矮星系被迅速驅離的另類原因。
早期的哈伯氣泡模型，依據測量的Ia超新星速度，提出銀河系在一個相對的空洞中心附近。然而，最近對這些資料的分析表明，是星際塵埃造成了測量上的誤導。
有幾位作者已經表明，從銀河系到3億秒差距的局部宇宙，比周圍地區的密度小15-50%。這被稱為本地空洞或本地孔；一些媒體稱它為KBC空洞，然而其它的出版品中沒有這樣使用這個名稱。

## 對環境的影響
科學家認為本地空洞還在增長，而本星系板構成了空洞的一道牆，正以每秒260公里的相對速度奔離空洞中心。高濃度的物質通常會群聚在一起，使物質奔離的地方產生更大的空隙。 本地空洞四周都被物質包圍者，只留下幾乎空無一物的空間，而它還有驅離更多物質的效能；這對附近的星系有驚人的影響。銀河系以每秒270公里（時速600,000英里）的驚人速度逃離本地空洞。

## 空洞星系列表
在本地空洞中已經發現幾個空洞星系，這些星系包括：
| 星系     | 細絲 | 註解   | 說明 |
| -------- | ---- | ------ | ---- |
| 雙魚座 A |      | [ 14 ] |      |
| 雙魚座 B |      | [ 14 ] |      |
| NGC 7077 |      | [ 15 ] |      |